# 사송정
사송정은 대한민국 충청남도 공주시 월송동에 있다. 1997년 6월 5일 공주시의 향토문화유적 제3호로 지정되었다.